# 1951

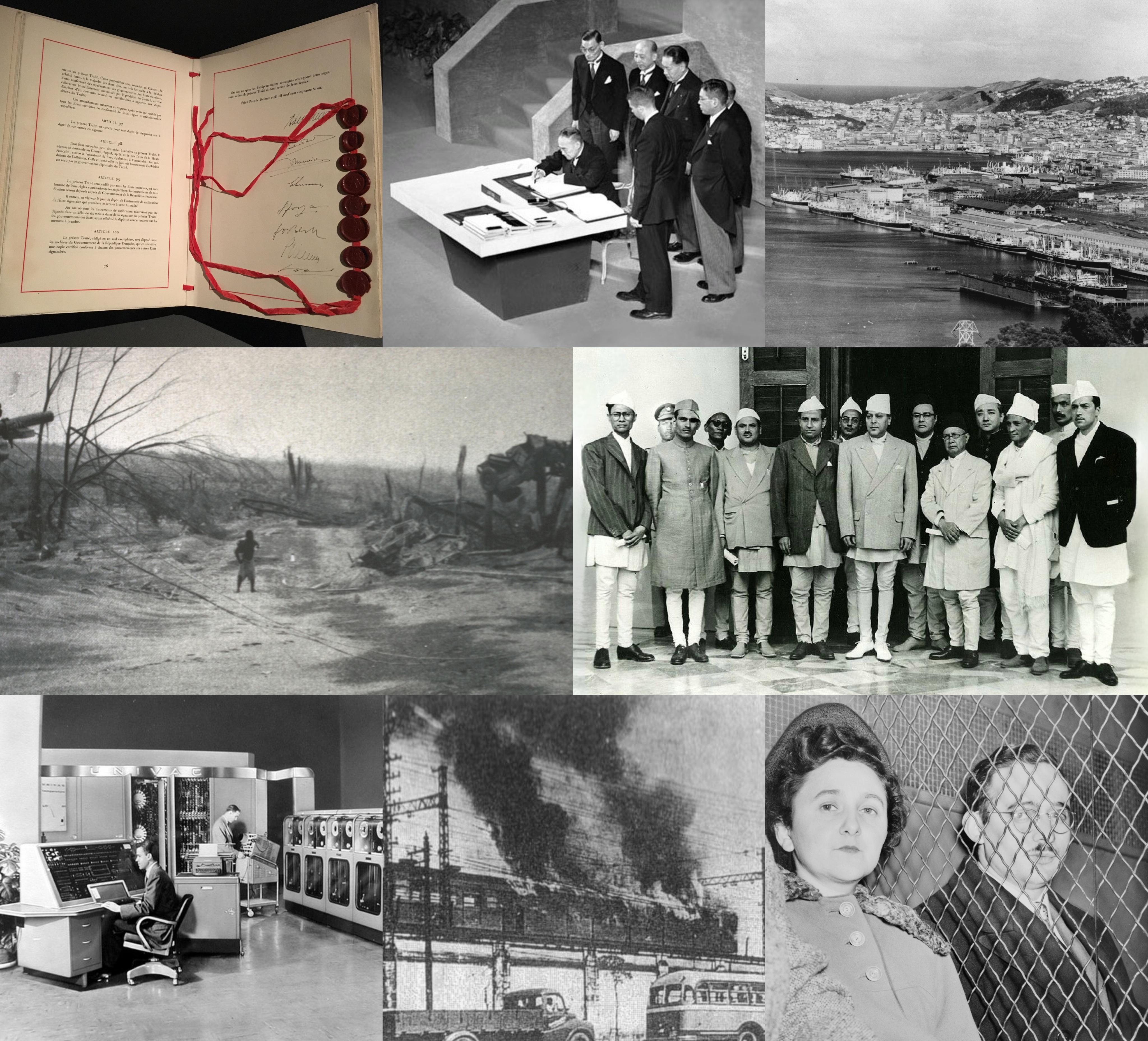

1951 (MCMLI) là một năm thường bắt đầu vào Thứ hai của lịch Gregory, năm thứ 1951 của Công nguyên hay của Anno Domini, the năm thứ 951  của thiên niên kỷ 2, năm thứ 51  của thế kỷ 20, và năm thứ  2   của thập niên 1950. 

## Sự kiện

### Tháng 1
- 17 tháng 1: Liên quân Trung Quốc và Bắc Triều Tiên đánh chiếm Seoul.
- 25 tháng 1: Tại Triều Tiên, quân giải phóng Trung Quốc phát động cuộc tiến công lần thứ 4.

### Tháng 3
- 7 tháng 3: Quân đội Liên hợp quốc phản công quân giải phóng Trung Quốc.
- 14 tháng 3: Quân đội Liên hợp quốc tái chiếm Seoul.
- 15 tháng 3: Quốc hội Iran thông qua quyết định quốc hữu hóa
- 29 tháng 3: Julius và Ethel Rosenberg bị buộc tội làm gián điệp vì đã cung cấp cho Liên Xô những bí mật nguyên tử trong và sau Chiến tranh thế giới thứ hai.

### Tháng 4
- 12 tháng 4: Thành lập "Cộng đồng than và thép châu Âu".
- 22 tháng 4: Tại Triều Tiên, quân giải phóng Trung Quốc phát động cuộc tiến công lần thứ 5.

### Tháng 5
- 20 tháng 5: Quân giải phóng Trung Quốc ngừng tấn công Hàn Quốc.
- 21 tháng 5: Trung Quốc và Pakistan thiết lập quan hệ ngoại giao.

### Tháng 7
- 4 tháng 7: Nhà báo Mỹ William N. Oatis nhận mức án 10 năm tù ở Tiệp Khắc vì tội làm gián điệp.
- 10 tháng 7: Chiến tranh Triều Tiên, mở đầu cuộc thương thuyết đình chiến tại Kaesong.

### Tháng 8
- 18 tháng 8: Chiến tranh Triều Tiên, mở đầu chiến dịch phòng thủ mùa thu.

### Tháng 9
- 1 tháng 9: Úc, New Zealand và Hoa Kỳ ký kết hiệp ước ANZUS. Theo đó ba quốc gia này phải hợp tác trong các vấn đề phòng thủ và an ninh ở Thái Bình Dương.
- 8 tháng 9: Hiệp ước an ninh Mỹ-Nhật

### Tháng 10
- 10 tháng 10: Tổng thống Harry S. Truman ký Đạo luật An ninh Chung, thông báo cho thế giới và cụ thể là phe cộng sản biết rằng nước Mỹ sẵn sàng hỗ trợ quân sự cho "những dân tộc tự do".
- 22 tháng 10: Kết thúc chiến dịch phòng thủ mùa thu.
- 25 tháng 10: Chiến tranh Triều Tiên, hội nghị đình chiến tại Bàn Môn Điếm.

### Tháng 11
- 10 tháng 11: Mở đầu chiến dịch Hòa Bình.
- 14 tháng 11: Tổng thống Harry Truman yêu cầu Quốc hội cho phép Mỹ viện trợ quân sự và kinh tế cho quốc gia cộng sản Nam Tư.

### Tháng 12
- 10 tháng 12: Quân giải phóng Việt Nam phục kích quân Pháp tại sông Đà.
- 12 tháng 12: Ủy ban quốc tế giám sát vùng Ruhr gỡ bỏ một phần những hạn chế còn lại đối với định lượng và sản lượng công nghiệp của Đức
- 24 tháng 12: Vương quốc Libya tuyên bố độc lập.

## Sinh

### Tháng 1
- 9 tháng 1: Mathew Knowles, nhà sản xuất âm nhạc, quản lý người Mỹ
- 18 tháng 1: Julie Quang, ca sĩ người Việt Nam
- 21 tháng 1: Alan Jones, cầu thủ bóng đá người Anh
- 24 tháng 1: Mayumi Itsuwa, ca sĩ, nhạc sĩ người Nhật Bản

### Tháng 4
- 17 tháng 4:
  - Ngọc Đáng, nghệ sĩ cải lương Việt Nam (m. 2022)
  - Olivia Hussey, nữ diễn viên người Anh (m. 2024)[1]

### Tháng 6
- 5 tháng 6: Lê Dung, ca sĩ người Việt Nam (m. 2001)

### Tháng 11
- 3 tháng 11: Nguyễn Phúc Bảo Ân, con trai út của Cựu hoàng Bảo Đại

## Mất

### Tháng 7
- 23 tháng 7: Hồ Tùng Mậu, nhà hoạt động chính trị người Việt Nam (s. 1896)

### Tháng 10
- 30 tháng 11: Nam Cao, là Nhà văn, Nhà thơ, Nhà báo, Chiến sĩ, Liệt sĩ, Anh hùng Lực lượng vũ trang nhân dân Việt Nam (s. 1915 hoặc 1917)

## Giải Nobel
- Vật lý - John Cockcroft, Ernest Walton
- Hóa học - Edwin McMillan, Glenn T. Seaborg
- Y học - Max Theiler
- Văn học - Pär Lagerkvist
- Hòa bình - Léon Jouhaux